# Norm Aubin
Normand „Norm“ Aubin (* 26. Juli 1960 in Saint-Léonard, Québec) ist ein ehemaliger kanadischer Eishockeyspieler, der im Verlauf seiner aktiven Karriere zwischen 1976 und 1985 unter anderem 70 Spiele für die Toronto Maple Leafs in der National Hockey League (NHL) auf der Position des Centers bestritten hat. Zudem absolvierte Aubin weitere 282 Partien in der American Hockey League (AHL).

## Karriere
Norm Aubin begann seine Karriere als Eishockeyspieler 1976 in der Ligue de hockey junior majeur du Québec (LHJMQ), in der er drei Jahre lang für die Éperviers de Sorel bzw. nach deren Umsiedlung Éperviers de Verdun und Castors de Sherbrooke spielte. In dieser Zeit wurde der Stürmer im NHL Entry Draft 1979 in der dritten Runde als insgesamt 51. Spieler von den Toronto Maple Leafs aus der National Hockey League (NHL) ausgewählt. Im Sommer 1980 wurde Aubin in den Kader der New Brunswick Hawks aus der American Hockey League (AHL), dem damaligen Farmteams Torontos berufen, für das er in der folgenden Spielzeit ausschließlich aktiv war. Während der Saison 1981/82 stand der Kanadier sowohl für die Maple Leafs in der NHL, als auch für die Cincinnati Tigers aus der Central Hockey League (CHL) auf dem Eis.
Während der Saison 1982/83 spielte Aubin in 27 Spielen der regulären Saison bzw. der Playoffs für die Maple Leafs und überwiegend für deren neues Farmteam, die St. Catharines Saints aus der AHL, in der folgenden Spielzeit ausschließlich für die Saints. Nachdem Aubins Vertrag mit den Maple Leafs im Herbst 1984 nach einer Suspendierung aufgelöst worden war, dauerte es bis zum Dezember desselben Jahres, bis die Edmonton Oilers den Angreifer unter Vertrag nahmen. Anschließend wurde er allerdings nur in deren damaligem Farmteam, den Nova Scotia Oilers, eingesetzt, so dass er am Saisonende seine Profikarriere im Alter von 25 Jahren beendete.

## Erfolge und Auszeichnungen
- 1979 LHJMQ First All-Star Team
- 2003 Aufnahme in den Temple de la Renommée de la LHJMQ

## Karrierestatistik
(Legende zur Spielerstatistik: Sp oder GP = absolvierte Spiele; T oder G = erzielte Tore; V oder A = erzielte Assists; Pkt oder Pts = erzielte Scorerpunkte; SM oder PIM = erhaltene Strafminuten; +/− = Plus/Minus-Bilanz; PP = erzielte Überzahltore; SH = erzielte Unterzahltore; GW = erzielte Siegtore; 1 Play-downs/Relegation; Kursiv: Statistik nicht vollständig)